# Neubernricht
Neubernricht ist eine in der Oberpfalz gelegene Siedlung, die ein Gemeindeteil von Amberg ist.

## Lage
Der Ort befindet sich in der Region Oberpfälzer Jura und liegt in der nach der ehemaligen Gemeinde Ammersricht benannten Gemarkung. Neubernricht selbst ist einer von 23 Ortsteilen der kreisfreien Stadt Amberg. Die Ortsmitte der Kernstadt liegt fünf Kilometer entfernt und Hirschau acht Kilometer.

## Verkehr
Die Bundesstraße 299 verläuft etwa 700 Meter westlich des Ortes und die Staatsstraße 2238 650 Meter östlich davon.